# University of California Press
University of California Press, també coneguda com UC Press, és una editorial associada a la Universitat de Califòrnia que es dedica a les publicacions acadèmiques. Va ser fundada el 1893 per publicar llibres i fullets de la facultat de la Universitat de Califòrnia. La seva seu es troba a Berkeley, Califòrnia.
És una de les més grans de les editorials universitàries en l'actualitat. La seva col·lecció de més de 50 publicacions impreses i en línia abasta temes de les humanitats i les ciències socials, amb especialització en antropologia, musicologia, història, religió, cultural i d'estudis, la sociologia, el dret i la literatura. A més de publicar les seves pròpies revistes, la divisió també ofereix serveis editorials tradicionals i digitals per a les societats clients, molts acadèmics i associacions.

## Història
Fundada el 1893, University of California Press és una de les editorials més grans i més aventureres acadèmiques de la nació. Entre els seus companys University Press, és l'únic associat amb una universitat multi-campus públic.
El braç editorial sense ànim de lucre de la Universitat de Califòrnia, UC Press, atreu els manuscrits dels estudiosos més importants del món, escriptors, artistes i intel·lectuals. Al voltant d'un terç dels seus autors estan afiliats amb la Universitat de Califòrnia. Cada any publica uns 180 llibres nous i 54 revistes en humanitats, ciències socials i ciències naturals i manté prop de 3500 títols de llibres a la impressió.
Els ingressos provenen principalment de la venda de llibres i revistes, mentre que el subsidi de la Universitat representa un percentatge petit, cada vegada menor. Les generoses donacions filantròpiques de persones i organitzacions li permeten donar suport al mandat de la universitat en la docència, investigació i servei públic per als lectors de tot el món.